# Liste der Nummer-eins-Country-Alben in den USA (2019)
Dies ist eine Liste der Nummer-eins-Alben in den von Billboard ermittelten Verkaufscharts für Country-Alben in den USA im Jahr 2019.

| ← 2018 ← | Liste der Nummer-eins-Country-Alben in den USA | Liste der Nummer-eins-Country-Alben in den USA | Liste der Nummer-eins-Country-Alben in den USA             | 2020 →                    |
| \| Zeitraum \| Wo. ges. \| Interpret \| Titel \| Zusätzliche Informationen \| \| (Zeitraum, Wochen auf Platz eins, Interpret, Titel, zusätzliche Informationen) \| \| \| \| \| \| ------------------------------------------------------------------------------ \| -------- \| -------------------- \| ------------------------------------------------------------- \| ------------------------- \| \| 29. Dezember 2018 – 4. Januar 2019 1 Woche (insgesamt 46) \| 46 \| Luke Combs \| This One’s for You[1] \| — \| \| 5. Januar 2019 – 11. Januar 2019 1 Woche (insgesamt 1) \| 1 \| Gene Autry \| Rudolph The Red-Nosed Reindeer & Other Christmas Favorites[2] \| — \| \| 12. Januar 2019 – 1. Februar 2019 3 Wochen (insgesamt 46) \| 46 \| Luke Combs \| This One’s for You \| — \| \| 2. Februar 2019 – 8. Februar 2019 1 Woche (insgesamt 1) \| 1 \| Cody Johnson \| Ain’t Nothin’ to It[3] \| — \| \| 9. Februar 2019 – 22. Februar 2019 2 Wochen (insgesamt 46) \| 46 \| Luke Combs \| This One’s for You \| — \| \| 23. Februar 2019 – 1. März 2019 1 Woche (insgesamt 2) \| 2 \| Kacey Musgraves \| Golden Hour[4] \| — \| \| 2. März 2019 – 8. März 2019 1 Woche (insgesamt 1) \| 1 \| Florida Georgia Line \| Can't Say I Ain’t Country[5] \| — \| \| 9. März 2019 – 22. März 2019 2 Wochen (insgesamt 46) \| 46 \| Luke Combs \| This One’s for You \| — \| \| 23. März 2019 – 29. März 2019 1 Woche (insgesamt 1) \| 1 \| Maren Morris \| Girl[6] \| — \| \| 30. März 2019 – 12. April 2019 2 Wochen (insgesamt 46) \| 46 \| Luke Combs \| This One’s for You \| — \| \| 13. April 2019 – 19. April 2019 1 Woche (insgesamt 1) \| 1 \| George Strait \| Honky Tonk Time Machine[7] \| — \| \| 20. April 2019 – 26. April 2019 1 Woche (insgesamt 1) \| 1 \| Brooks & Dunn \| Reboot[8] \| — \| \| 27. April 2019 – 14. Juni 2019 7 Wochen (insgesamt 46) \| 46 \| Luke Combs \| This One’s for You \| — \| \| 15. Juni 2019 – 21. Juni 2019 1 Woche (insgesamt 1) \| 1 \| Thomas Rhett \| Center Point Road[9] \| — \| \| 22. Juni 2019 – 28. Juni 2019 1 Woche (insgesamt 1) \| 1 \| Luke Combs \| The Prequel (EP)[10] \| — \| \| 29. Juni 2019 – 16. August 2019 7 Wochen (insgesamt 46) \| 46 \| Luke Combs \| This One’s for You \| — \| \| 17. August 2019 – 23. August 2019 1 Woche (insgesamt 1) \| 1 \| Tyler Childers \| Country Squire[11] \| — \| \| 24. August 2019 – 6. September 2019 2 Wochen (insgesamt 46) \| 46 \| Luke Combs \| This One’s for You \| — \| \| 7. September 2019 – 13. September 2019 1 Woche (insgesamt 1) \| 1 \| Midland \| Let It Roll[12] \| — \| \| 14. September 2019 – 20. September 2019 1 Woche (insgesamt 46) \| 46 \| Luke Combs \| This One’s for You \| — \| \| 21. September 2019 – 27. September 2019 1 Woche (insgesamt 1) \| 1 \| The Highwomen \| The Highwomen[13] \| — \| \| 28. September 2019 – 4. Oktober 2019 1 Woche (insgesamt 46) \| 46 \| Luke Combs \| This One’s for You \| — \| \| 5. Oktober 2019 – 11. Oktober 2019 1 Woche (insgesamt 1) \| 1 \| Zac Brown Band \| The Owl[14] \| — \| \| 12. Oktober 2019 – 18. Oktober 2019 1 Woche (insgesamt 1) \| 1 \| Whiskey Myers \| Whiskey Myers[15] \| — \| \| 19. Oktober 2019 – 25. Oktober 2019 1 Woche (insgesamt 1) \| 1 \| Brantley Gilbert \| Fire & Brimstone[16] \| — \| \| 26. Oktober 2019 – 8. November 2019 2 Wochen (insgesamt 46) \| 46 \| Luke Combs \| This One’s for You \| — \| \| 9. November 2019 – 15. November 2019 1 Woche (insgesamt 1) \| 1 \| Old Dominion \| Old Dominion[17] \| — \| \| 16. November 2019 – 22. November 2019 1 Woche (insgesamt 1) \| 1 \| Miranda Lambert \| Wildcard[18] \| — \| \| 23. November 2019 – 6. Dezember 2019 2 Wochen (insgesamt 37) \| 37 \| Luke Combs \| What You See Is What You Get[19] \| — \| \| 7. Dezember 2019 – 13. Dezember 2019 1 Woche (insgesamt 1) \| 1 \| Jason Aldean \| 9[20] \| — \| \| 14. Dezember 2019 – 27. Dezember 2019 2 Wochen (insgesamt 37) \| 37 \| Luke Combs \| What You See Is What You Get \| — \| |                                                |                                                |                                                            |                           |
| ← 2018 |                                                |                                                |                                                            | → 2020 →                  |
| Zeitraum | Wo. ges.                                       | Interpret                                      | Titel                                                      | Zusätzliche Informationen |
| (Zeitraum, Wochen auf Platz eins, Interpret, Titel, zusätzliche Informationen) |                                                |                                                |                                                            |                           |
| 29. Dezember 2018 – 4. Januar 2019 1 Woche (insgesamt 46) | 46                                             | Luke Combs                                     | This One’s for You                                         | —                         |
| 5. Januar 2019 – 11. Januar 2019 1 Woche (insgesamt 1) | 1                                              | Gene Autry                                     | Rudolph The Red-Nosed Reindeer & Other Christmas Favorites | —                         |
| 12. Januar 2019 – 1. Februar 2019 3 Wochen (insgesamt 46) | 46                                             | Luke Combs                                     | This One’s for You                                         | —                         |
| 2. Februar 2019 – 8. Februar 2019 1 Woche (insgesamt 1) | 1                                              | Cody Johnson                                   | Ain’t Nothin’ to It                                        | —                         |
| 9. Februar 2019 – 22. Februar 2019 2 Wochen (insgesamt 46) | 46                                             | Luke Combs                                     | This One’s for You                                         | —                         |
| 23. Februar 2019 – 1. März 2019 1 Woche (insgesamt 2) | 2                                              | Kacey Musgraves                                | Golden Hour                                                | —                         |
| 2. März 2019 – 8. März 2019 1 Woche (insgesamt 1) | 1                                              | Florida Georgia Line                           | Can't Say I Ain’t Country                                  | —                         |
| 9. März 2019 – 22. März 2019 2 Wochen (insgesamt 46) | 46                                             | Luke Combs                                     | This One’s for You                                         | —                         |
| 23. März 2019 – 29. März 2019 1 Woche (insgesamt 1) | 1                                              | Maren Morris                                   | Girl                                                       | —                         |
| 30. März 2019 – 12. April 2019 2 Wochen (insgesamt 46) | 46                                             | Luke Combs                                     | This One’s for You                                         | —                         |
| 13. April 2019 – 19. April 2019 1 Woche (insgesamt 1) | 1                                              | George Strait                                  | Honky Tonk Time Machine                                    | —                         |
| 20. April 2019 – 26. April 2019 1 Woche (insgesamt 1) | 1                                              | Brooks & Dunn                                  | Reboot                                                     | —                         |
| 27. April 2019 – 14. Juni 2019 7 Wochen (insgesamt 46) | 46                                             | Luke Combs                                     | This One’s for You                                         | —                         |
| 15. Juni 2019 – 21. Juni 2019 1 Woche (insgesamt 1) | 1                                              | Thomas Rhett                                   | Center Point Road                                          | —                         |
| 22. Juni 2019 – 28. Juni 2019 1 Woche (insgesamt 1) | 1                                              | Luke Combs                                     | The Prequel (EP)                                           | —                         |
| 29. Juni 2019 – 16. August 2019 7 Wochen (insgesamt 46) | 46                                             | Luke Combs                                     | This One’s for You                                         | —                         |
| 17. August 2019 – 23. August 2019 1 Woche (insgesamt 1) | 1                                              | Tyler Childers                                 | Country Squire                                             | —                         |
| 24. August 2019 – 6. September 2019 2 Wochen (insgesamt 46) | 46                                             | Luke Combs                                     | This One’s for You                                         | —                         |
| 7. September 2019 – 13. September 2019 1 Woche (insgesamt 1) | 1                                              | Midland                                        | Let It Roll                                                | —                         |
| 14. September 2019 – 20. September 2019 1 Woche (insgesamt 46) | 46                                             | Luke Combs                                     | This One’s for You                                         | —                         |
| 21. September 2019 – 27. September 2019 1 Woche (insgesamt 1) | 1                                              | The Highwomen                                  | The Highwomen                                              | —                         |
| 28. September 2019 – 4. Oktober 2019 1 Woche (insgesamt 46) | 46                                             | Luke Combs                                     | This One’s for You                                         | —                         |
| 5. Oktober 2019 – 11. Oktober 2019 1 Woche (insgesamt 1) | 1                                              | Zac Brown Band                                 | The Owl                                                    | —                         |
| 12. Oktober 2019 – 18. Oktober 2019 1 Woche (insgesamt 1) | 1                                              | Whiskey Myers                                  | Whiskey Myers                                              | —                         |
| 19. Oktober 2019 – 25. Oktober 2019 1 Woche (insgesamt 1) | 1                                              | Brantley Gilbert                               | Fire & Brimstone                                           | —                         |
| 26. Oktober 2019 – 8. November 2019 2 Wochen (insgesamt 46) | 46                                             | Luke Combs                                     | This One’s for You                                         | —                         |
| 9. November 2019 – 15. November 2019 1 Woche (insgesamt 1) | 1                                              | Old Dominion                                   | Old Dominion                                               | —                         |
| 16. November 2019 – 22. November 2019 1 Woche (insgesamt 1) | 1                                              | Miranda Lambert                                | Wildcard                                                   | —                         |
| 23. November 2019 – 6. Dezember 2019 2 Wochen (insgesamt 37) | 37                                             | Luke Combs                                     | What You See Is What You Get                               | —                         |
| 7. Dezember 2019 – 13. Dezember 2019 1 Woche (insgesamt 1) | 1                                              | Jason Aldean                                   | 9                                                          | —                         |
| 14. Dezember 2019 – 27. Dezember 2019 2 Wochen (insgesamt 37) | 37                                             | Luke Combs                                     | What You See Is What You Get                               | —                         |